# Rovomobil
Das Rovomobil ist ein Pkw-Prototyp aus der DDR, der in den 1970er Jahren in Halle (Saale) entwickelt und gebaut wurde. Mit einem Luftwiderstandsbeiwert von 0,237 und kleiner Stirnfläche zählt er zu den strömungsgünstigsten Pkw.

## Geschichte
Anfang der 1970er Jahre planten die Professoren für naturwissenschaftlich-technische Grundlagen an der Burg Giebichenstein Kunsthochschule Halle Eberhard Scharnowski und Klaus Arndt das Rovomobil und beschlossen 1973 mit der Entwicklung und dem Bau des Fahrzeugs zu beginnen. Arndt und Scharnowski richteten dafür in einer zum Abriss vorgesehenen ehemaligen Werkstatt eines Feilenhauers am Franckeplatz in Halle eine Werkstatt ein.
In der Werkstatt bauten sie zunächst ein 1:5-Modell der Karosserie aus Gips, um danach ein Modell in Originalmaßen aus Sperrholz, Schaumstoff, Drahtnetz und Gips sowie die Negativform herzustellen. Nach mehreren Monaten Feinarbeit wurde in der Negativform eine erste Karosserie aus Faser-Kunststoff-Verbund hergestellt. Der Name Rovomobil ist an die Bündel aus Verstärkungsfasern, die sogenannten Rovings angelehnt. Die Karosserieschalen setzen sich aus Polyesterharz der Buna-Werke und Glasfasertextilien aus dem VEB Glasseidenwerk Oschatz zusammen.
Die mit Flügeltüren versehene Karosserie, die äußerlich stark der des Melkus RS 1000 ähnelt, besteht aus einer Ober- und einer Unterschale. Die Unterschale bildet einen geschlossenen, glatten Fahrzeugboden, der Luftverwirbelungen weitestgehend verhindert. Die Umströmung der Karosserie wurde ursprünglich mit Hilfe von aufgeklebten Wollfäden sichtbar gemacht. Der Luftwiderstandsbeiwert des Rovomobils wurde mangels Windkanal fahrend in Ausrollversuchen ermittelt und zu 0,2 errechnet. Das genaue Verfahren wurde von den Erbauern und insbesondere von Eberhard Scharnowski, der in den 1990er Jahren für die Volkswagen AG mehrere Windkanalprojekte durchführte, 2017 in dem Fachvortrag Triumph der Stromlinie. Das Rovomobil im Alltag näher erläutert. Anfang der 1980er-Jahre wurden das Strömungsverhalten und der Luftwiderstandsbeiwert im Windkanal der VEB Flugzeugwerke Dresden und nach der Deutschen Wiedervereinigung in Windkanälen bei Volkswagen und BMW mit 0,237 ermittelt. Die Limousine der Mercedes-Benz-A-Klasse V 177 unterbot diesen Wert im Jahr 2018 mit 0,22. Nach der Ermittlung 1990 in Originalkonfiguration bei VW, baute man eine stärker geneigte Frontscheibe ein und erreichte bei einem neuen Test einen Strömungswiderstandskoeffizienten von 0,196.
Das Rovomobil wurde in einigen DDR-Kfz-Fachzeitschriften vorgestellt und ein zweites Fahrzeug gebaut. Das Rovomobil 1 und das Rovomobil 2 bekamen eine Betriebserlaubnis und damit eine Zulassung zum öffentlichen Straßenverkehr. Eine geplante Vorstellung mit einer Abbildung eines Rovomobils auf der Titelseite des DDR-Kfz-Fachmagazins Kraftfahrzeugtechnik: Technische Zeitschrift des Kraftfahrwesens wurde abgesagt, um „keine Bedürfnisse in der Bevölkerung zu wecken“.
Eine ursprünglich geplante Kleinserie, bei der die Fahrzeuge mit Motoren von Škoda ausgerüstet werden sollten, wurde nicht verwirklicht und es blieb bei den beiden gebauten Prototypen.
Das Rovomobil 1 von Eberhard Scharnowski befindet sich seit 1991 im Automuseum Volkswagen. Das Rovomobil 2 von Klaus Arndt wurde zunächst abgemeldet und stand, genauso wie die originale Negativform, mehr als 20 Jahre in einem Schuppen. Eberhard Scharnowskis Sohn begann, nach dem Wiederauffinden, das Rovomobil 2 mit weiteren Experten wieder instand zu setzen. Im Jahr 2017 wurde das Rovomobil 2 fahrtüchtig und mit bestandener Hauptuntersuchung zusammen mit dem Rovomobil 1 und der Negativform im Automuseum Volkswagen vorgestellt.

## Technik
Beide Fahrzeuge erhielten ursprünglich Rahmen, Fahrwerke und Motoren vom VW Käfer. Das erste Fahrzeug Rovomobil 1 hat einen 1100-cm³-Motor mit 24,5 PS (18 kW), Baujahr 1949. Nach dem Neuaufbau des Rovomobil 2 hat es das Fahrgestell eines 1962er VW Typ 3, mit einem 1970er 1584-cm³-Motor mit 54 PS (40 kW). Beide Fahrzeuge sind mit Sicherheitsgurten vom Dacia, Blinkern vom Polski Fiat, Außenspiegeln von Lada und seitenverkehrten (für Linksverkehr) Export-Scheibenwischern von Wartburg ausgestattet und wiegen je etwa 850 Kilogramm. Das stärker motorisierte Rovomobil 2 erreicht laut einer Quelle eine Höchstgeschwindigkeit von 135 km/h. Eine andere Quelle gibt für beide Modelle 160 km/h Höchstgeschwindigkeit an.